# 威懾理論
在冷戰時期，在使用核武器方面的威懾理論（英語：Deterrence theory）作為一种軍事戰略獲得了越來越多的重視。在這段期间里，它具有独特的意义，因为一个相对弱的（拥核）力量可以凭借其极端的破壞力量阻止另一个更強大的對手，只要其能够在第一波突发袭击中幸存下来。威慑是一种策略，旨在吓阻其对手採取尚未開始的行動，或阻止他們做出其他國家期望的事情。伯納德·布羅迪在1959年寫到，可靠的核威懾力量必須始終處於準備使用的狀態，但不能已经被使用。
在托马斯·克罗姆比·谢林于1966年的经典威慑著作中，提出了军事战略不再被定义为军事胜利学的概念。相反，有人認為，軍事戰略現在同樣強調威脅和威懾，即使不是全部，也占其大部分。谢林阐释，傷害另一個國家的能力現在被用作防止其作出某种行为的一种因素。为了达到威慑另一个国家的效果，其本国军事力量必须非常强大。因此，可以總結出，以武力为基础的讨价还价的能力是威懾理論的基礎，而且在对其予以保留使用的时候是最有效的。
2004年，弗蘭克·C·扎加雷提出威懾理論在邏輯上不一致，在经验上不可靠，而且作为理论而言有明显不足。理性选择学者主张以完美威慑取代傳統威慑，即假設各國的內部特性可能有所不同，特别是威胁报复的可信度。

在2007年1月《華爾街日報》的一篇文章中，資深冷戰決策者亨利·基辛格、比爾·佩里、喬治·舒爾茨和山姆·納恩扭轉了他們以前的立場，並聲稱这遠不能讓世界更安全，核武器已成為極端風險的因素。他們的理論基礎和結論並不是建立在只有少數国家拥有核武器的舊世界的基礎上，而是建立在許多国家擁有這些技術的不穩定因素上，而且缺乏足夠的資金來妥善維護和升級：
|                               | 他们认为，发生事故、误判或未经授权的发射的危险，在不像诸如美国和苏联这些拥有相对完善的核安全技术的相对缺乏的国家在多年发展起来的核技术的安全问题上越来越尖锐。像朝鲜这样的流氓国家（可能很快伊朗也会加入）装备着核武器，这会助长恐怖分子的野心，即偷窃、购买或建造核装置。 |
| ——《经济学人》，2011年6月16日 | |

据《经济学人》报导，“歐洲高級政治家和婦女”组织呼籲在2010年採取進一步行動解決核擴散問題。他們說：“核威懾對潛在的區域核軍備競賽和核恐怖主義的世界的戰略反應遠沒有冷戰时那麼有說服力”。

## 扩展阅读
- 存在艦隊
- 核訛詐
- Schultz, George P. and Goodby, James E. The War that Must Never be Fought, Hoover Press, ISBN 978-0-8179-1845-3, 2015.
- Freedman, Lawrence. 2004. Deterrence. New York: Polity Press.
- Jervis, Robert, Richard N. Lebow and Janice G. Stein. 1985. Psychology and Deterrence. Baltimore: Johns Hopkins University Press. 270 pp.
- Morgan, Patrick. 2003. Deterrence Now. New York: Cambridge University Press.
- T.V. Paul, Patrick M. Morgan, James J. Wirtz, Complex Deterrence: Strategy In the Global Age (University of Chicago Press, 2009) ISBN 978-0-226-65002-9.
- Garcia Covarrubias, Jaime. "The Significance of Conventional Deterrence in Latin America", March–April 2004.
- Waltz, Kenneth N. "Nuclear Myths and Political Realities". The American Political Science Review. Vol. 84, No. 3 (Sep, 1990), pp. 731–746.